# Qingshan (Baotou)
Qingshan léase Ching-Shán (en chino:青山区 , pinyin:Qīngshān qū qū , en mongol:Чинсань дүүрэг, transliteración:Čiŋšan toɣoriɣ , lit: Montaña verde)  es un distrito urbano
bajo la administración directa de la ciudad-prefectura de Baotou en la provincia de Mongolia Interior, República Popular China. 
Construido en 1956, la población total en 2013 era de 497 900 habitantes, en un área total de 280 kilómetros cuadrados.  Hay 25 grupos étnicos, entre ellos, Han, mongolia, Hui, Manchu, Coreano, Daur, Rusia, Bai, Li, Xibo, Uygur, Zhuang, Evenki y Elunchun. 

## Administración
El distrito de Qingshan se divide en 10 pueblos que se administran en 8 subdistritos y 2 poblados.

## Geografía
El distrito de Qingshan está ubicado entre las montañas Yin al norte y el río Amarillo al sur, en el centro de la ciudad de Baotou, es una de las divisiones urbanas de la ciudad. El terreno es llano, la altitud más alta está en el norte a 1070 m s. n. m. y la altitud más baja al sur con 1000 m s. n. m., con elevación promedio 1059 m s. n. m. y la pendiente es de 0.3% a 2%. La capa superficial es suelo arenoso, y la capa inferior es arenisca con bajos niveles de agua.

## Clima
Hondlon cuenta con un clima frío semiárido, marcado por largos inviernos fríos y muy secos, y veranos calurosos poco húmedos y vientos fuertes, sobre todo en primavera. Las temperaturas a menudo caen por debajo de -15 °C en invierno y se elevan por encima de los 30 °C en verano. La precipitación anual es de aproximadamente 300 milímetros, con más de la mitad en julio y agosto. Debido a la aridez y la elevación, las diferencias de temperatura entre el día y la noche pueden ser grandes, sobre todo en primavera. En 2002, hubo 12 casos de tormentas de polvo.
El clima es semiárido con veranos e inviernos de temperaturas extremas. En el mes de julio, el más cálido, las temperaturas pueden alcanzar los 45 °C mientras que en el mes de enero, el más frío, las termómetros llegan a marcar los -30 °C. Las diferencias térmicas entre el día y la noche son extremas y pueden alcanzar los 16º.
| Parámetros climáticos promedio de Qingshan (1971−2000) | Parámetros climáticos promedio de Qingshan (1971−2000) | Parámetros climáticos promedio de Qingshan (1971−2000) | Parámetros climáticos promedio de Qingshan (1971−2000) | Parámetros climáticos promedio de Qingshan (1971−2000) | Parámetros climáticos promedio de Qingshan (1971−2000) | Parámetros climáticos promedio de Qingshan (1971−2000) | Parámetros climáticos promedio de Qingshan (1971−2000) | Parámetros climáticos promedio de Qingshan (1971−2000) | Parámetros climáticos promedio de Qingshan (1971−2000) | Parámetros climáticos promedio de Qingshan (1971−2000) | Parámetros climáticos promedio de Qingshan (1971−2000) | Parámetros climáticos promedio de Qingshan (1971−2000) | Parámetros climáticos promedio de Qingshan (1971−2000) |
| Mes                                                    | Ene.                                                   | Feb.                                                   | Mar.                                                   | Abr.                                                   | May.                                                   | Jun.                                                   | Jul.                                                   | Ago.                                                   | Sep.                                                   | Oct.                                                   | Nov.                                                   | Dic.                                                   | Anual                                                  |
| ------------------------------------------------------ | ------------------------------------------------------ | ------------------------------------------------------ | ------------------------------------------------------ | ------------------------------------------------------ | ------------------------------------------------------ | ------------------------------------------------------ | ------------------------------------------------------ | ------------------------------------------------------ | ------------------------------------------------------ | ------------------------------------------------------ | ------------------------------------------------------ | ------------------------------------------------------ | ------------------------------------------------------ |
| Temp. máx. abs. (°C)                                   | 7.4                                                    | 15.9                                                   | 20.4                                                   | 34.4                                                   | 35.9                                                   | 36.7                                                   | 39.2                                                   | 37.6                                                   | 35.0                                                   | 27.5                                                   | 19.3                                                   | 10.1                                                   | '                                                      |
| Temp. máx. media (°C)                                  | −4.1                                                   | 0.4                                                    | 7.6                                                    | 16.9                                                   | 23.9                                                   | 28.2                                                   | 29.6                                                   | 27.1                                                   | 22.1                                                   | 14.8                                                   | 5.2                                                    | −2.3                                                   | 14.1                                                   |
| Temp. media (°C)                                       | -11.1                                                  | -6.8                                                   | 0.7                                                    | 9.5                                                    | 16.7                                                   | 21.4                                                   | 23.2                                                   | 21.0                                                   | 15.0                                                   | 7.3                                                    | -1.8                                                   | -9.0                                                   | 7.2                                                    |
| Temp. mín. media (°C)                                  | −16.8                                                  | −12.7                                                  | −5.6                                                   | 2.0                                                    | 8.7                                                    | 13.6                                                   | 17.1                                                   | 15.3                                                   | 8.7                                                    | 1.3                                                    | −7.2                                                   | −14.3                                                  | 0.8                                                    |
| Temp. mín. abs. (°C)                                   | −31.4                                                  | −28.8                                                  | −20.4                                                  | −10.4                                                  | −3.0                                                   | 3.2                                                    | 10.5                                                   | 4.9                                                    | −2.0                                                   | −11.8                                                  | −20.8                                                  | −25.6                                                  | '                                                      |
| Precipitación total (mm)                               | 2.1                                                    | 3.8                                                    | 8.3                                                    | 8.1                                                    | 17.3                                                   | 28.0                                                   | 81.3                                                   | 87.7                                                   | 38.7                                                   | 17.1                                                   | 3.8                                                    | 1.4                                                    | 297.6                                                  |
| Días de precipitaciones (≥ 0.1 mm)                     | 1.4                                                    | 2.2                                                    | 2.9                                                    | 3.0                                                    | 4.7                                                    | 7.0                                                    | 10.5                                                   | 10.7                                                   | 6.9                                                    | 3.8                                                    | 1.7                                                    | 1.5                                                    | 56.3                                                   |
| Fuente: Weather China                                  |                                                        |                                                        |                                                        |                                                        |                                                        |                                                        |                                                        |                                                        |                                                        |                                                        |                                                        |                                                        |                                                        |